# Emilia Fox

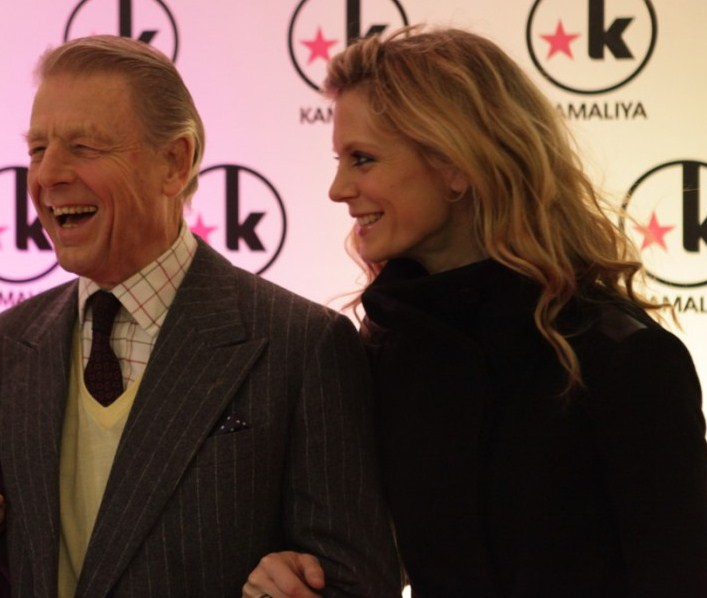
Met haar vader Edward Fox in 2011

Emilia Rose Elizabeth Fox (Londen, 31 juli 1974) is een Britse actrice. Ze is vooral bekend door haar rollen als Jeannie Hurst in de 2000-2001 remake van Randall and Hopkirk (Deceased) en als Nikki Alexander in de televisieserie Silent Witness.
In het theater was ze te zien bij onder meer de Royal Shakespeare Company, Chichester Festival Theatre, Almeida Theatre, Playhouse Theatre en Hampstead Theatre.

## Persoonlijk
Emilia Fox komt uit een acteursfamilie: ze is de dochter van Edward Fox en Joanna David, haar oom is James Fox en diens zoon Laurence Fox is dus haar neef.
Ze studeerde Engels aan St Catherine's College van de Universiteit van Oxford. Ze spreekt Duits en Frans, speelt cello en piano en doet aan kickboksen.
Fox was in 2000 verloofd met de acteur Vic Reeves. Op 16 juli 2005 trouwde Fox met de acteur Jared Harris. In november 2008 werd bekendgemaakt dat ze gingen scheiden. De scheiding werd in 2010 officieel. Met haar ex-partner, de acteur Jeremy Gilley, heeft ze een dochter, Rose. Ze woont in Londen.